# 彭國年
彭國年（英語：Tony Piccone；1987年7月21日—），原名卜國年，外號「阿彭」、「金毛年」，是法國騎師。

## 簡歷
彭國年的父親Jean-Marc是一名騎師，所以他受到父親的影響而有志於成為騎師。他於十四歲時獲法國馬賽的見習騎師學校取錄，開展其習騎生涯。他於十七歲時初出茅廬，轉至尚蒂伊發展，在鮑庭馬房擔任見習騎師，並於2008年畢業，之後更以自由身騎師的身分闖出名堂，屢次勝出大賽。

## 在港策騎生涯

### 2019/2020年度馬季
2019年12月18日，彭國年初次獲香港賽馬會牌照委員會發出騎師牌照，准許他於2020年1月1日至2020年2月26日期間在港上陣。
2020年1月1日，彭國年在第十場賽事憑著策騎沈集成馬房的「快益善」，打開他在香港的勝利之門。綜合全日表現，他在其首個香港賽馬天取得一個好的開始，在全日四匹坐騎中獲一冠兩季的好成績。
2020年1月11日，彭國年於沙田馬場憑策騎告東尼馬房的「鑽石達人」及沈集成馬房的「南莊瑞寶」勝出，同時策騎「嘉應精彩」、「熱血鬥士」及「綫路勇駒」均取得第三名，全日與莫雷拉同樣累積36分，不過因為他當天取得的頭馬比莫雷拉的多一匹，從而在港首度封騎師王。

### 2020/2021年度馬季
2020年9月22日，彭國年再度獲香港賽馬會牌照委員會發出騎師牌照，准許他於2020年10月21日至2021年2月28日期間在港上陣。受新冠肺炎影響，彭國年於10月6日抵港，並在強制隔離十四天後才開始履行策騎聘約。其後他的牌照獲延長至2020至2021年度馬季結束為止。

### 2021/2022年度馬季
2021年6月7日，彭國年獲香港賽馬會牌照委員會發出半季騎師牌照，准許他於2021年7月15日起至2022年2月13日繼續在港上陣。
2021年9月26日，彭國年在沙田馬場策騎出賽時右腳踝受傷。馬會首席醫療主任於10月6日早上向受薪董事小組提供有關彭國年的最新情況，表示彭國年須接受骨科及物理跟進治療。因此，彭國年將不適宜接受策騎聘約，直至另行通知。10月24日，受薪董事小組接獲通知，彭國年由10月28日星期四起適宜恢復策馬進行晨操，以期為10月31日星期日跑馬地賽事宣佈接受策騎聘約。11月9日，馬會首席醫療主任通知小組，騎師彭國年先前右腳踝的傷勢再度惡化，因此不適宜履行11月10日星期三跑馬地賽事的策騎聘約，以及11月13日星期六沙田賽事的策騎聘約。
2021年11月11日，彭國年因傷患惡化，向香港賽馬會牌照委員會提出撤銷馬會騎師牌照，並獲牌照委員會同意於11月14日生效。 離港後，彭國年將會返回法國繼續養傷，治癒後預計會在當地復出。

## 主要勝出賽事
法國
- 聖格盧準則大賽（英语：Critérium de Saint-Cloud） - (1) - 妙聲傳城 (2015)

- 莫尼大賽（英语：Prix Morny） - (1) - 運轉乾坤 (2017)

- 皇家橡樹大賽（英语：Prix Royal-Oak） - (1) - 萬古長青 (2018)

- 嘉登大賽（英语：Prix du Cadran） - (1) - 萬古長青 (2019)

- 皇家地錦標（英语：Prix de Royallieu） - (1) - 歡暢今宵（英语：Wonderful Tonight (horse)） (2020)

- 隆尚磨坊大賽（英语：Prix du Moulin de Longchamp） - (1)  - 法式甜酒 (2023)

- 法國橡樹大賽（英语：Prix de Diane） - (1) - 爍爍多 (2024)

- 畢羅拔大賽（英语：Prix Robert Papin） - (1) - 	運轉乾坤 (2017)

- 賈嘉利大賽（英语：Prix Kergorlay） - (1) - 萬古長青 (2018)

- 倫勒德錦標（英语：Prix de la Nonette） - (1) - 風急小港 (2022)

- 康特錦標（英语：Prix de Condé） - (1) - 妙聲傳城 (2015)

- 維希奧弗涅錦標（英语：Grand Prix de Vichy-Auvergne） - (1) - Night Wish (2016)

- 六星完美錦標（英语：Prix Six Perfections） - (1) - 情理之外 (2018)

- 巴比維爾錦標（英语：Prix de Barbeville） - (1) - 萬古長青 (2019)

- 旺圖錦標（英语：Prix Vanteaux） - (1) - 魅幻美態 (2020)

- 保羅穆莎錦標（英语：Prix Paul de Moussac） - (1) - National Service (2020)

- 米羅夫錦標（英语：Prix Minerve） - (1) - 歡暢今宵（英语：Wonderful Tonight (horse)） (2020)

- 瓦茲省塞納河錦標（英语：Prix de Seine-et-Oise） - (1) - 心如鐵 (2022)

- 歐洲育馬基金準則錦標 - (1) - 妙聲傳城 (2015)[12]

- 芬蘭錦標 - (1) - Magnanime (2016) [13]

- 里昂錦標 - (1) - 萬古長青 (2017)[14]

- 朗格多克準則大賽 - (1) - Latita (2017)[15]

- 嘉樂時錦標 - (1) - 萬古長青 (2018)[16]

- 圓環錦標 - (2) - 椰子城 (2018)、心如鐵 (2022) [17] [18]

- 盈利錦標 - (1) - History Writer (2019) [19]

- 追逐錦標 - (1) - 咖啡烘焙 (2019)[20]

- 菲特拉基錦標 - (1) - Pedro Cara (2019) [21]

- 紅橋錦標 - (1) - 法式甜酒 (2023) [22]

 卡塔爾
- 卡塔爾打吡（英语：Qatar Derby） - (1) - Pedro Cara (2019)

## 在港策騎成績
| 年度        | 冠 | 亞 | 季 | 殿 | 第五 | 出賽次數 | 所贏獎金（港元） | 備註                              |
| ----------- | -- | -- | -- | -- | ---- | -------- | ---------------- | --------------------------------- |
| 2019 - 2020 | 8  | 6  | 12 | 5  | 5    | 91       | $ 9,437,375      | 客串策騎 (由2020年1月至2020年2月) |
| 2020 - 2021 | 9  | 19 | 25 | 24 | 26   | 364      | $ 19,742,500     | 策騎首季 (由2020年10月至季尾)     |
| 2021 - 2022 | 0  | 2  | 2  | 0  | 1    | 19       | $ 988,350        | 第2季                             |
| 總計        | 17 | 27 | 39 | 29 | 32   | 474      |                  |                                   |

## 在港策騎資料
|                      | 日期           | 賽事                                 | 場地 | 馬場     | 馬名     | 練馬師   | 名次 | 獨贏賠率 |
| -------------------- | -------------- | ------------------------------------ | ---- | -------- | -------- | -------- | ---- | -------- |
| 初出賽               | 2020年1月1日   | 第四班 - 1200米                      | 草地 | 沙田馬場 | 上校     | 姚本輝   | 3    | 9.2      |
| 首勝利               | 2020年1月1日   | 第三班 - 1600米                      | 草地 | 沙田馬場 | 快益善   | 沈集成   | 1    | 25       |
| 級際賽初出賽         | 2020年11月22日 | 二級賽 - 1200米 (馬會短途錦標)       | 草地 | 沙田馬場 | 君達星   | 丁冠豪   | 8    | 10       |
| 級際賽首勝利         | —              | —                                    | —    | —        | —        | —        | —    | —        |
| 一級賽初出賽         | 2021年1月24日  | 一級賽 - 1200米 (百週年紀念短途盃)   | 草地 | 沙田馬場 | 當家猴王 | 韋達     | 9    | 39       |
| 一級賽首勝利         | —              | —                                    | —    | —        | —        | —        | —    | —        |
| 四歲系列經典賽初出賽 | 2021年2月21日  | 四歲系列經典賽 - 1800米 (香港經典盃) | 草地 | 沙田馬場 | 倬躍錦標 | 大衛希斯 | 13   | 44       |
| 四歲系列經典賽首勝利 | —              | —                                    | —    | —        | —        | —        | —    | —        |